# 片山東熊
片山東熊（日语：／ Katayama Tōkuma，1854年1月18日—1917年10月24日），日本山陽道長門國阿武郡萩城下（今山口縣萩市）人，宮內省內匠寮内匠頭。

## 生平
嘉永六年十二月二十日（1854年1月18日）片山東熊出生於山陽道長門國阿武郡萩城下（屬長州藩領）的藩士家庭。後加入奇兵隊，參加戊辰戰爭。明治六年（1873年）進入工部省工學寮，師事喬賽亞·康德。十二年（1879年）11月畢業於工部大學校建築學科第一期（與辰野金吾和曾禰達藏同屆），12月任職於工部省營繕課為技手。十五年（1882年）為建造有栖川宮邸，與左大臣有栖川宮熾仁親王前往歐洲考察。十九年（1886年）為建造皇居，前往德意志帝國調査宮殿裝飾。二十二年（1889年）任職宮內省內匠寮為匠師。三十一年（1898年）為建造東宮御所（今迎賓館赤坂離宮），前往歐洲與美國考察。三十二年（1899年）東宮御所開工。三十七年（1904年）4月1日升為內匠寮內匠頭，兼任東宮御所御造營局技監。四十二年（1909年）東宮御所竣工。大正元年（1912年）設計明治天皇的葬祭場。三年（1915年）12月27日退任內匠寮內匠頭。五年（1917年）10月24日去世。

## 主要作品
| 作品                                     | 圖片 | 年                     | 所在地                   | 備考                                       |
| ---------------------------------------- | ---- | ---------------------- | ------------------------ | ------------------------------------------ |
| 日本赤十字社中央病院病棟                 |      | 明治二十三年（1890年） | 愛知縣犬山市内山         | 遷移至博物館明治村，登錄有形文化財         |
| 神宮徵古館（農業館）                     |      | 明治二十四年（1891年） | 三重縣伊勢市神田久志本町 | 登錄有形文化財                             |
| 東京郵便電信局（江戶橋郵便局）           |      | 明治二十五年（1892年） | 東京都中央區             | 現已不存                                   |
| 帝國奈良博物館                           |      | 明治二十七年（1894年） | 奈良縣奈良市登大路町     | 重要文化財，與宗兵藏共同設計               |
| 帝國京都博物館                           |      | 明治二十八年（1895年） | 京都府京都市東山區       | 重要文化財，與足立鳩吉共同設計             |
| 新宿御苑御休所                           |      | 明治二十九年（1896年） | 東京都新宿區内藤町       | 重要文化財                                 |
| 仁風閣                                   |      | 明治四十年（1907年）   | 鳥取縣鳥取市東町         | 重要文化財，與橋本平藏共同設計             |
| 東京帝室博物館（表慶館）                 |      | 明治四十一年（1908年） | 東京都台東區上野公園     | 重要文化財，與高山幸次郎、新家孝正共同設計 |
| 東宮御所（迎賓館赤坂離宮）               |      | 明治四十二年（1909年） | 東京都港區元赤坂         | 國寶                                       |
| 神宮徵古館                               |      | 明治四十二年（1909年） | 三重縣伊勢市神田久志本町 | 登錄有形文化財，與高山幸次郎共同設計       |
| 朝鮮總督龍山官邸                         |      | 隆熙三年（1909年）     | 大韓民國首爾特別市龍山區 | 毀於朝鮮戰爭                               |
| 竹田宮邸（今高輪Prince Hotel貴賓館）     |      | 明治四十四年（1911年） | 東京都港區高輪           | 與木子幸三郎、渡邊讓共同設計               |
| 舊御所水道幫浦室（今九條山浄水場幫浦室） |      | 明治四十五年（1912年） | 京都府京都市山科區       | 登錄有形文化財                             |
| 神奈川縣警察部廳舍                       |      | 明治四十五年（1912年） | 神奈川縣橫濱市中區       | 現已不存，與木子幸三郎共同設計             |
| 神奈川縣廳舍                             |      | 大正二年（1913年）     | 神奈川縣橫濱市中區       | 現已不存，與木子幸三郎共同設計             |